# Folque
Folque var en norsk folkrockgrupp. Den var aktiv 1972–1984 och har återförenats flera gånger, senast 2014–2017. Efter albumdebuten 1974 genomgick gruppen flera förändringar i sin uppsättning. På de två därpå följande albumen bestod den av Morten Bing på diverse stränginstrument, Trond Villa på fiol, Lisa Helljesen på sång och Eilif Amundsen på bas, banjo och gitarr. Från och med Dans, dans, Olav Liljekrans 1978 ersatte Jenn Mortensen som sångerska och Øyvind Rauset som violinist.
Gruppen väckte stor uppmärksamhet och har haft ett varaktigt inflytande på skandinavisk folkmusik. Dess största framgångar på Norsktoppen var "Reinlender" från 1975 och "Opiumsdrøm" från 1981. En annan spridd låt är Edvard Storms "Zinklars vise", som Folque spelade till en färöisk dansmelodi. Denna version har sedan spelats in av bland andra metalgruppen Týr, folkmusikgruppen Gny och sångerskan Eivør Pálsdóttir.

## Diskografi
Studioalbum
- Folque (Philips, 1974)
- Kjempene på Dovrefjell (Philips, 1975)
- Vardøger (Philips, 1977)
- Dans dans Olav Liljekrans (MAI, 1978)
- Fredløs (MAI, 1980)
- Landet ditt (Talent, 1981)
- Sort messe (Strawberry, 1983)

Samlingsalbum
- Folques beste (Philips, 1979)
- Stormkast (Briskeby, 1998)

Livealbum
- Dans dans… (Pan, 1991)

Singlar
- "Det e ikkje her æ hører tel"/"Hjuringstev" (Falitt, 1980)